# فرودگاه استانینگ وستجیلند
فرودگاه استانینگ وستجیلند (به انگلیسی: Stauning Vestjylland Airport) (به زبان بومی: Vestjyllands Lufthavn) یک فرودگاه با کد یاتا STA است. این فرودگاه در کشور دانمارک قرار دارد.